# Гаршино (Оренбургская область)
Гаршино — село в Курманаевском районе Оренбургской области России. Административный центр и единственный населённый пункт Гаршинского сельсовета.

## География
Село находится в западной части Оренбургской области, в пределах Восточно-Европейской равнины, в степной зоне, на левом берегу реки Грязнушка, на расстоянии примерно 37 км (по прямой) к юго-западу от села Курманаевка, административного центра района. Абсолютная высота — 109 м над уровнем моря.
Климат
Климат характеризуется как резко континентальный, засушливый, с морозной зимой и жарким летом. Среднегодовая температура составляет 3,5 °C. Средняя температура воздуха самого тёплого месяца (июля) — 21 — 21,5 °C (абсолютный максимум — 38 °C); самого холодного (января) — −14,5 °C (абсолютный минимум — −42 °C). Среднегодовое количество атмосферных осадков составляет 300—400 мм..
Часовой пояс
Село Гаршино, как и вся Оренбургская область, находится в часовой зоне МСК+2. Смещение применяемого времени относительно UTC составляет +5:00.

## Население
| 2010 | 2012 | 2013 | 2014 | 2015 | 2016 | 2017 |
| ---- | ---- | ---- | ---- | ---- | ---- | ---- |
| 371  | ↘357 | ↘347 | ↘326 | ↘315 | ↘311 | ↗313 |
| 2018 | 2019 | 2020 | 2021 |      |      |      |
| ↘303 | ↘276 | ↗279 | ↘272 |      |      |      |

Гендерный состав
По данным Всероссийской переписи населения 2010 года, в гендерной структуре населения мужчины составляли 44,2 %, женщины — соответственно 55,8 %.
Национальный состав
Согласно результатам переписи 2002 года, в национальной структуре населения русские составляли 86 % из 498 чел.

## Улицы
- ул. Крестьянская,
- ул. Мирная,
- ул. Молодёжная,
- ул. Центральная.